# Melodorum fruticosum
Melodorum fruticosum är en kirimojaväxtart som beskrevs av João de Loureiro. Melodorum fruticosum ingår i släktet Melodorum och familjen kirimojaväxter. Inga underarter finns listade i Catalogue of Life.

## Bildgalleri

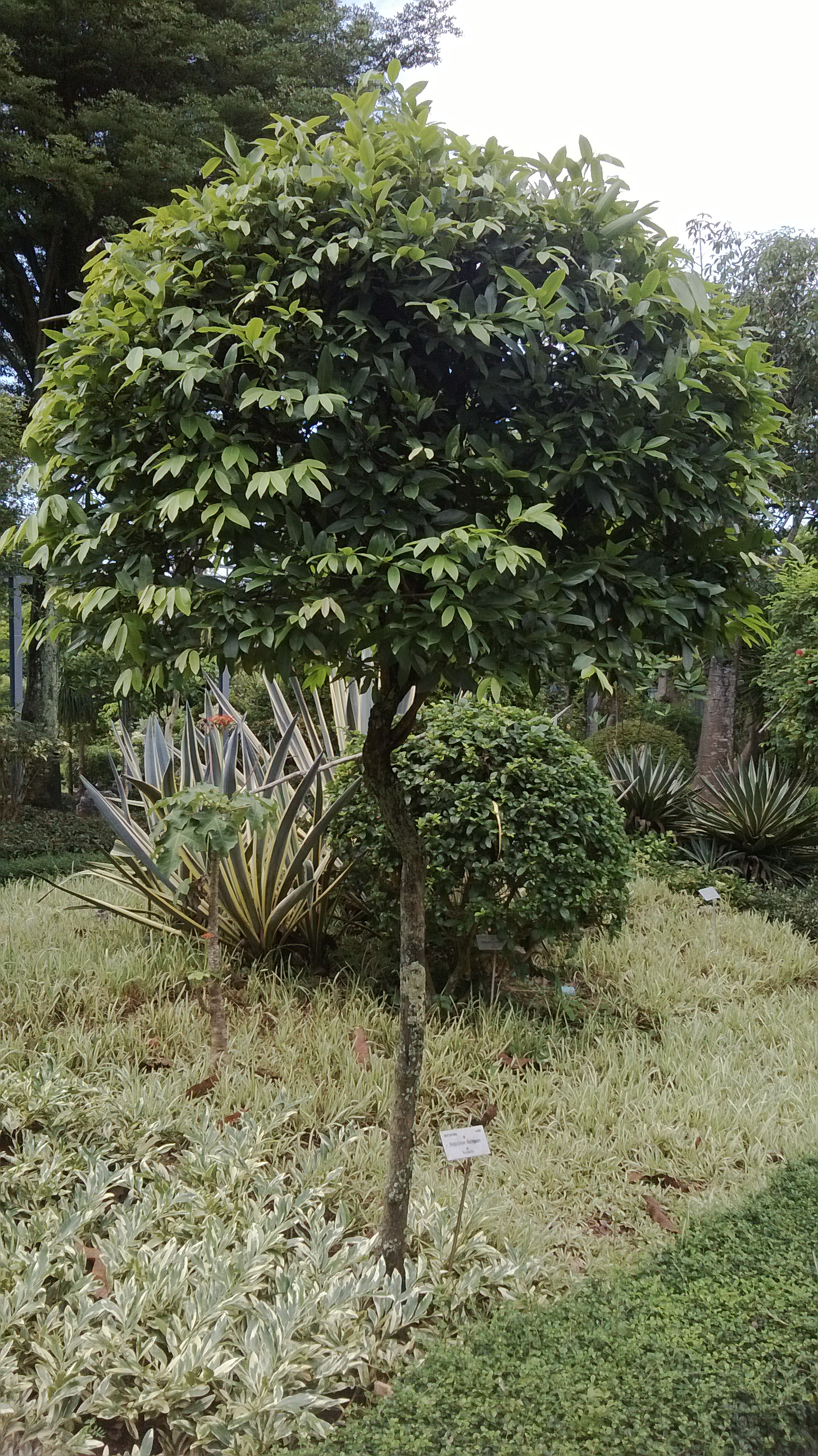